# Diplonevra bifasciata
Diplonevra bifasciata är en tvåvingeart som först beskrevs av Walker 1860.  Diplonevra bifasciata ingår i släktet Diplonevra och familjen puckelflugor. Inga underarter finns listade i Catalogue of Life.